# 木姜叶青冈
木姜叶青冈（学名：Cyclobalanopsis litseoides）为壳斗科青冈属下的一个种。